# نظریه کوانتومی قدیمی
نظریه قدیمی کوانتوم مجموعه ای از نتایج سالهای ۱۹۰۰–۱۹۲۵ که قبل از مکانیک کوانتوم مدرن است. این تئوری هرگز کامل یا استوار نبود، بلکه بیشتر مجموعه ای از اصلاحات اکتشافی در مکانیک کلاسیک بود. این تئوری اکنون به عنوان تقریب نیمه کلاسیک با مکانیک کوانتومی مدرن شناخته شده‌است.

## تاریخ
نظریه کوانتوم قدیمی با کار ماکس پلانک در سال ۱۹۰۰ در مورد انتشار و جذب نور زاده شد و پس از کار آلبرت انیشتین در مورد گرمای خاص مواد جامد به‌طور جدی آغاز شد. انیشتین و به دنبال آن پیتر دبای، اصول کوانتومی را در حرکت اتم‌ها اعمال کرد و ناهنجاری خاص گرما را توضیح داد.